# Tobias Snuffel
Tobias Snuffel is het 257e stripverhaal van Jommeke. De reeks wordt getekend door Studio Jef Nys. Het album verscheen op 7 december 2011.

## Personages
In dit verhaal spelen de volgende personages mee:
- Jommeke, Flip, Filiberke, professor Gobelijn, Elodie van Stiepelteen, Odilon van Piependaele, Fifi, Tobias.

## Verhaal
Tobias, de platvoetlodderhond van Odilon, is snipverkouden. Odilon brouwt een kruidendrankje volgens een recept van zijn betovergrootmoeder. Tobias herstelt zeer goed en bovendien is zijn reukzin supersterk geworden. Door deze speciale gave die Tobias nu heeft ontstaat het idee om een bedrijfje op te richten waar men terechtkan om verloren zaken weer terug te vinden. Alles loopt vrij vlot en professor Gobelijn zorgt zelfs voor een antimicrobenmobiel zodat Tobias niet het gevaar loopt om bij zijn zoekopdrachten een of andere ziekte op te lopen.
Wanneer Jommeke en Filiberke wat later voorbij het huis van Graaf notaris van Grabbelgem lopen vernemen ze dat Anatool aan de haal is gegaan met een partij peperdure diamanten. Het kost enige moeite maar toch worden met de hulp van Tobias de diamanten gevonden.
Het bedrijf 'Tobias' maakt intussen de nodige winst. Professor Gobelijn heeft intussen een aangepaste versie van zijn antimicrobenmobiel in de vorm van een antimicrobenpak gemaakt. Tobias spoort ook zijn boezemvriend Fifi op die ligt te baden in een stinkende beek. Een grondige wasbeurt is noodzakelijk. Ter afronding van die wasbeurt zou nog wat hondenparfum worden toegevoegd maar helaas is de fles leeg. Filiberke gaat aan de slag met zijn scheikundedoos en brouwt een hemels parfum voor honden op een samenstelling van planten en bloemen die Tobias heeft verzameld.
Uit het Arabische staatje Amanurië komt de geurmeester van het paleis der 1001 geuren, op zijn jaarlijkse wereldreis om nieuwe parfums te vinden, ook in Zonnedorp aan. Hij ontdekt er het hemelse hondenparfum en komt bij Jommeke en zijn vrienden terecht. Hij wil meteen enkele flesjes kopen voor Aziza, de hond van de koningin. Als duidelijk wordt dat ook de koningin een platvoetlodderhond heeft stelt de geurmeester meteen voor om kennis te maken met koningin Amanita en haar hond. Eens in het Arabische staatje aangekomen en de twee honden elkaar ontmoeten ontstaat meteen een romantische hondenrelatie. Helaas loopt de relatie tussen de koningin en de geurmeester spaak en wordt hij ontslagen. Als wraak ontvoert hij Aziza. Tobias kan Aziza met de nodige moeite terugvinden maar ze raken verdwaald in de woestijn. Na een felle zandstorm kunnen de twee platvoetlodderhonden nog net op tijd gered worden. Een paar maanden later slagen Jommeke en Filiberke er dan ook nog in om de boze geurmeester, die zich intussen heeft verrijkt met een superparfum op de markt te brengen, te vinden en onschadelijk te maken. Hij wordt in cadeauverpakking bij de koningin afgeleverd en ontloopt zijn straf niet. Tobias en Aziza beleven nog romantische momenten.